# Bahnhof Wilferdingen-Singen
Der Bahnhof Wilferdingen-Singen am Kilometer 12,421 der Bahnstrecke Karlsruhe–Mühlacker ist die einzige Bahnstation der Gemeinde Remchingen in Baden-Württemberg. Benannt ist er nach deren beiden Ortsteilen Wilferdingen und Singen, zwischen denen er liegt. Tariflich liegt die Station in der Zone 41 des Verkehrsverbunds Pforzheim-Enzkreis (VPE). Zusätzlich gilt der Übergangstarif des benachbarten Karlsruher Verkehrsverbunds (KVV), in dem Wilferdingen-Singen die Grenze zwischen den Zonen 238 und 641 darstellt.

## Geschichte
Der Bahnhof wurde 1861 eröffnet. Eigentlich sollte die Bahnstrecke über Nöttingen führen, allerdings wehrten sich deren Bewohner gegen den Anschluss an die Eisenbahn. So erfolgte der Bau an heutiger Stelle. Die Station, die früher nur Wilferdingen hieß, wird von der Deutschen Bahn heute als Wilferdingen-Singen bezeichnet. Der Karlsruher Verkehrsverbund nannte sie hingegen bis Juni 2019 Remchingen. Zuvor versuchte die Gemeinde zu erwirken, dass die Deutsche Bahn den Bahnhof aus Gründen der Einheitlichkeit ebenfalls in Remchingen umbenennt, was diese aus Kostengründen ablehnte.
Der Bahnhof ist derzeit (Stand 2024) nicht barrierefrei. Die Gemeinde steht im Streit mit der Deutschen Bahn bezüglich des Ausbaus. Großes Problem hierbei ist die mangelnde Breite des Bahnsteigs zwischen den Gleisen 2 und 3. Hier sieht die Deutsche Bahn keine Möglichkeit, einen Aufzug zu bauen.
Im Februar 2022 schrieb die Deutsche Bahn die Planung für den Umbau der Verkehrsstation für eine Bahnsteiglänge von 212 m und einer Bahnsteighöhe von 76 cm über Schienenoberkante aus. Im April 2025 begannen die Arbeiten zur Bahnsteigverlängerung. Ab dem Jahr 2029 soll der Bahnhof barrierefrei umgebaut werden. Zeitgleich soll auch der Gleisplan verändert werden und ein zwischen den Streckengleisen befindliches Überholgleis mit einer Nutzlänge von mindestens 740 m für lange Güterzüge entstehen.

## Bedienung
| Linie                    | Strecke | Takt                                | Betreiber                 |
| ------------------------ | --- | ----------------------------------- | ------------------------- |
| RE 1                     | Karlsruhe – Pforzheim – Mühlacker – Stuttgart – (Aalen) | stündlich                           | Arverio Baden-Württemberg |
| MEX 17a                  | Stuttgart – Pforzheim – Wilferdingen-Singen – Karlsruhe Durlach – Karlsruhe | 6 Zugpaare (3 morgens und 3 abends) | SWEG Bahn Stuttgart       |
| S 5                      | Wörth am Rhein – Maxau – Knielingen – Lameyplatz – Entenfang – Yorckstraße – Marktplatz – Durlacher Tor – Tullastraße / VBK – Durlach – Grötzingen Oberausstraße – Pfinztal – Pforzheim (– S6 weiter nach Bad Wildbad) | 20/40-Minuten-Takt                  | AVG                       |
| Stand: 15. Dezember 2024 | |                                     |                           |

Nur RE 1 bis Stuttgart Hauptbahnhof halten in Wilferdingen-Singen. Züge bis Aalen durchfahren den Bahnhof seit dem Fahrplanwechsel im Dezember 2022 ohne Halt.

## Ausstattung und Lage
Der Remchinger Bahnhof besitzt einen Hausbahnsteig am Gleis 1 und einen Mittelbahnsteig an den Gleisen 2 und 3. Drei weitere Gleise werden als Überhol- und Abstellgleise genutzt. Das Empfangsgebäude wird heute durch Gastronomie und einen Modellbauverein genutzt. Auf dem Bahnhofsvorplatz existieren ein Busbahnhof, mehrere hundert Parkplätze sowie ein Taxistand. Der Bahnhof verfügt außerdem über beidseitige Fahrradabstellanlagen, die über eine Unterführung miteinander verbunden sind, sowie Schließfächer.